# کنیاژوا ماهالا
کنیاژوا ماهالا (به بلغاری: Knyazheva Mahala) یک منطقهٔ مسکونی در بلغارستان است که در شهرستان بروسارتسی واقع شده‌است.